# Diman (Syria)
Diman – wieś w Syrii, w muhafazie Aleppo, w dystrykcie As-Safira. W 2004 roku liczyła 679 mieszkańców.